# Asakura (Fukuoka)
Asakura (Japans: 朝倉市, Asakura-shi) is een Japanse stad in de prefectuur Fukuoka. In 2015 telde de stad 54.025 inwoners. 

## Geschiedenis
Op 20 maart 2006 werd Asakura benoemd tot stad (shi). Dit gebeurde na het samenvoegen van toenmalige gemeente Asakura met de stad Amagi (甘木市) en de gemeente Haki (杷木町). 
Steden:
Asakura · Buzen · Chikugo · Chikushino · Dazaifu · Fukuoka (hoofdstad) · Fukutsu · Iizuka · Itoshima · Kama · Kasuga · Kitakyushu · Koga · Kurume · Miyama · Miyawaka · Munakata · Nakagawa · Nakama · Nogata · Ogori · Okawa · Omuta · Onojo · Tagawa · Ukiha · Yame · Yanagawa · Yukuhashi

Districten:
Asakura · Chikujo · Kaho · Kasuya · Kurate · Mii · Miyako · Mizuma · Onga · Tagawa · Yame
Gemeenten per district